# St. Agatha (Pyramoos)

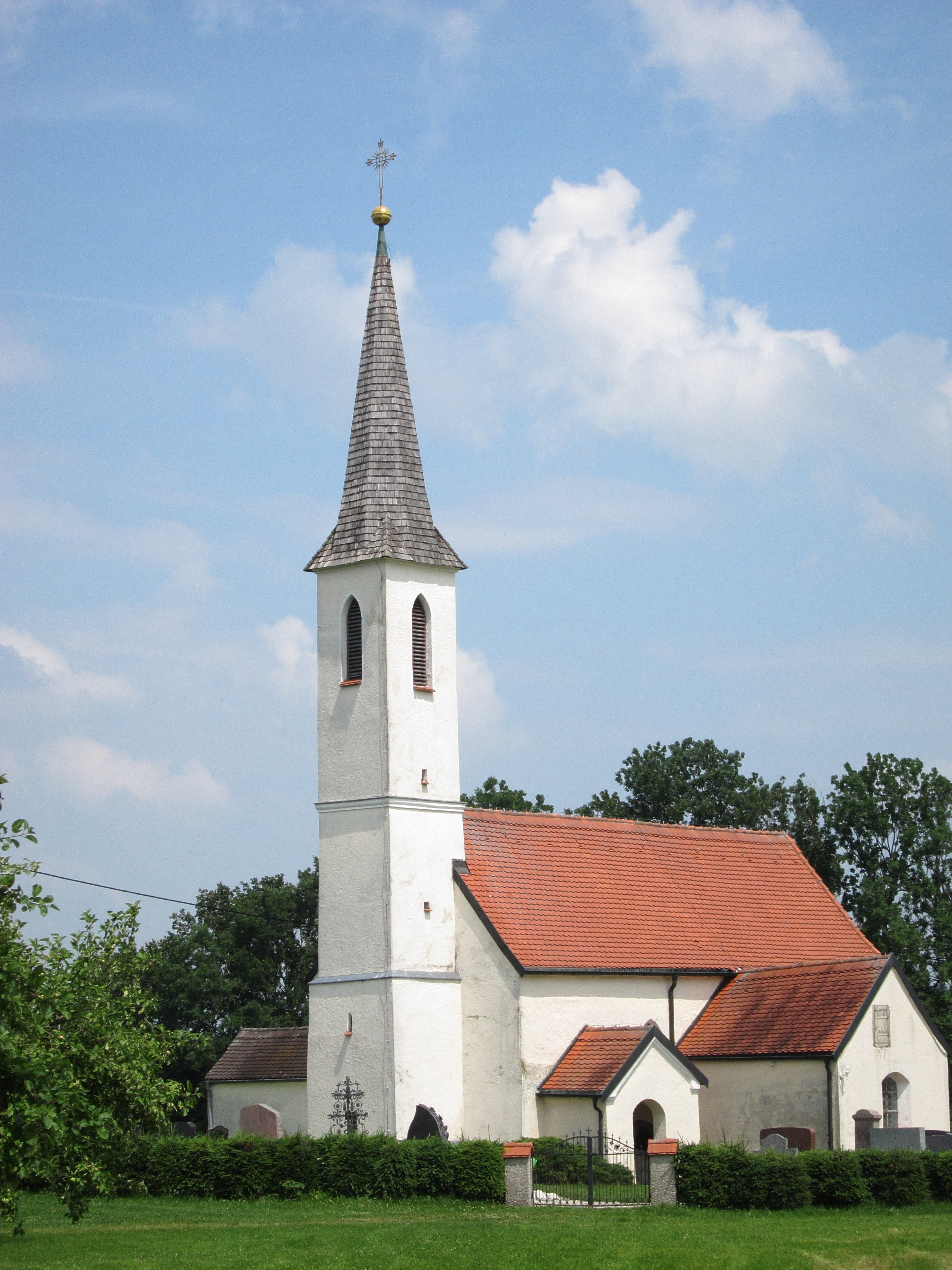
St. Agatha in Pyramoos

Innenraum

St. Agatha in Pyramoos, einem Gemeindeteil von Sankt Wolfgang im oberbayerischen Landkreis Erding, ist eine römisch-katholische Filialkirche. Sie steht unter Denkmalschutz und ist in der Liste der Baudenkmäler in Sankt Wolfgang (Oberbayern) unter der Nr. D-1-77-137-32 eingetragen. Die Kirche gehört zum Dekanat Mühldorf im Erzbistum München und Freising.

## Beschreibung
Die gotische Saalkirche wurde in der zweiten Hälfte des 15. Jahrhunderts anstelle eines romanischen Vorgängerbaus errichtet. Sie besteht aus dem Langhaus, dem Chor mit Fünfachtelschluss im Osten, der Sakristei an der Südwand des Chors und dem neogotischen Kirchturm mit einem spitzen Helm im Westen. 
Die Innenräume sind mit Netzgewölben überspannt. Zur Kirchenausstattung gehört ein Hochaltar, der von den Skulpturen der Agatha von Catania und der Katharina von Alexandrien flankiert wird. Auf dem Altarretabel ist ein Marienbildnis, im Altarauszug ist Leonhard von Limoges dargestellt.